# Урожайное (Тывровский район)
Урожайное (укр. Урожайне) — село на Украине, находится в Тывровском районе Винницкой области.
Код КОАТУУ — 0524585603. Население по переписи 2001 года составляет 283 человека. Почтовый индекс — 23316. Телефонный код — 4355.
Занимает площадь 0,935 км².

## Адрес местного совета
23316, Винницкая область, Тывровский р-н, с. Селище, ул. Октябрьская, 104а; тел. 3-61-42.